# Districte de Château-Chinon (Ville)
El Districte de Château-Chinon (Ville) és un dels quatre districtes del departament de la Nièvre, a la regió de Borgonya-Franc Comtat. Té 6 cantons i 72 municipis, el cap del districte és la sotsprefectura de Château-Chinon (Ville).Te una extensió de 2.168 Km2 i una població de 27.068 habitants de 2022.
El nom de Château-Chinon(Ville), que històricament s'havia escrit sense espai entre Chinon i el parèntesi, va ser esmenat el 2009 pel Code officiel géographique amb l'afegit de l'espai en el nom.

## Cantons
cantó de Château-Chinon(Ville) - cantó de Châtillon-en-Bazois - cantó de Fours - cantó de Luzy - cantó de Montsauche-les-Settons - cantó de Moulins-Engilbert